# Ligne 3 du métro de Nanning
Pour les articles homonymes, voir Ligne 3.
La ligne 3 du métro de Nanning (chinois : 南宁轨道交通3号线 / pinyin : Nánníng guǐdào jiāotōng 3 hào xiàn) est la troisième ligne de métro inaugurée dans le métro de Nanning, le 6 juin 2019. Associée à la couleur mauve, la ligne commence au nord à la station Boulevard Keyuan (zh) et termine au sud, à la station Échangeur Pingliang (zh). La station Donggouling a été inaugurée séparément, le 10 septembre 2020. Avec une longueur de 27,9 km et 23 stations, la ligne est entièrement souterraine.

## Histoire
La couleur de la ligne est choisie du 4 10 janvier 2017 par le conseil municipal. La première station construite est la station de Qingge Lu le 28 décembre 2014 en tant que site d'essai. Le 15 février 2015, le rapport d'étude est approuvé par la commission de développement régional. La construction commence officiellement en juillet 2015, avec trois stations dont la construction avait commencé en juin. Le reste des stations sont construites de juillet à août,. La complétion était prévue pour 2020, pour une durée de construction totale de quatre à cinq ans. Le coût de la construction était de 20 806 650 000 yuans.
La nouvelle de l'inauguration est annoncée par les médias locaux le 30 mai 2019. Les opérations d'essai marquent l'inauguration de la majorité de la ligne le 6 juin 2019, à l'exception de la station Donggouling, dont les entrées n'étaient pas encore dégagées. Les routes permettant de relier la station Donggouling sont finalement achevées en 2020 et la station est inaugurée le 10 septembre de cette année.

## Tracé et stations

### Tracé
La ligne traverse la ville du nord-est au sud, en passant par le fleuve Yong (en). Elle relie la berge nord au nouveau quartier résidentiel de Wuxiang (五象新区 Wǔxiàng xīnqū) sur la berge sud, atteignant au nord l'avenue Keyuan, son terminus. Quelques lieux traversés incluent la montagne Qingxiu (zh) et les forêts de Fenghuangling (凤凰岭) et Fengyiling (凤翼岭) l'entourant et le jardin botanique de Nanning (广西药用植物园). Il y a sept stations de transfert.

### Stations
D'une longueur de 27,9 km, la ligne comprend 23 stations.
| Nom en chinois (pinyin)                 | Nom en zhuang           | Nom en français (nom anglais officiel)                                                   | Image | Transfert | District    | Date d'inauguration |
| --------------------------------------- | ----------------------- | ---------------------------------------------------------------------------------------- | ----- | --------- | ----------- | ------------------- |
| 科园大道站 (Kē yuán dàdào zhàn)         | Daihloh Gohyenz         | Boulevard Keyuan (zh) (Keyuandadao)                                                      |       | -         | Xixiangtang | 6 juin 2019         |
| 创业路站 (Chuàngyè lù zhàn)             | Roen Cangyez            | Rue Chuangye (Chuangye Lu)                                                               |       | -         | Xixiangtang | 6 juin 2019         |
| 安吉客运站 (Ānjí kèyùn zhàn)            | Camh Yinhhek Anhgiz     | Gare routière d'Anji (zh) (Anji Coach Station)                                           |       | Ligne 2   | Xixiangtang | 6 juin 2019         |
| 北湖北路站 (Běihú běilù zhàn)           | Roen Baek Bwzhuz        | Rue Beihu nord (Beihubei Lu)                                                             |       | -         | Xixiangtang | 6 juin 2019         |
| 秀峰路站 (Xiùfēng lù zhàn)              | Roen Siufungh           | Rue Xiufeng (Xiufeng Lu)                                                                 |       | -         | Xixiangtang | 6 juin 2019         |
| 邕武路站 (Yōng wǔlù zhàn)               | Roen Yunghvuj           | Rue Yongwu (Yongwu Lu)                                                                   |       | -         | Xixiangtang | 6 juin 2019         |
| 大鸡村站 (Dàjīcūn zhàn)                 | Dagihcunh               | Dajicun (Dajicun)                                                                        |       | -         | Xingning    | 6 juin 2019         |
| 兴桂路站 (Xìngguì lù zhàn)              | Roen Hinghgvei          | Rue Xinggui (Xinggui Lu)                                                                 |       | -         | Xingning    | 6 juin 2019         |
| 小鸡村站 (Xiǎojīcūn zhàn)               | Siujgihcunh             | Xiaojicun (zh) (Xiaojicun)                                                               |       | Ligne 5   | Xingning    | 6 juin 2019         |
| 东沟岭站 (Dōnggōulǐng zhàn)             | Dunghgoulingj           | Donggouling (Donggouling)                                                                |       | -         | Xingning    | 10 septembre 2020   |
| 长堽路站 (Chánggāng lù zhàn)            | Roen Cangzgangh         | Rue Changgang (zh) (Changgang Lu)                                                        |       | Ligne 7   | Xingning    | 6 juin 2019         |
| 东葛路站 (Dōnggé lù zhàn)               | Roen Dunghgoz           | Rue Dongge (Dongge Lu)                                                                   |       | -         | Qingxiu     | 6 juin 2019         |
| 滨湖路站 (Bīnhú lù zhàn)                | Roen Binhhuz            | Rue Binhu (Binhu Lu)                                                                     |       | -         | Qingxiu     | 6 juin 2019         |
| 金湖广场 (Jīnhú guǎngchǎng)             | Ginhhuz Gvangjcangz     | Place Jinhu (zh) (Jinhu Square)                                                          |       | Ligne 1   | Qingxiu     | 6 juin 2019         |
| 埌西站 (Làngxī zhàn)                    | Langsih                 | Langxi (zh) (Langxi)                                                                     |       | Ligne 6   | Qingxiu     | 6 juin 2019         |
| 青竹立交站 (Qīngzhú lìjiāo zhàn)        | Cinghcuz Lizgyauh       | Échangeur Qingzhu (Qingzhu Overpass)                                                     |       | -         | Qingxiu     | 6 juin 2019         |
| 青秀山站 (Qīngxiù shān zhàn)            | Cinghsiusanh            | Qingxiushan (zh) (Qingxiushan)                                                           |       | -         | Qingxiu     | 6 juin 2019         |
| 市博物馆站 (Shì bówùguǎn zhàn)          | Si Bozvuzgvanj          | Musée de Nanning (zh) (Nanning Museum)                                                   |       | -         | Liangqing   | 6 juin 2019         |
| 总部基地站 (Zǒngbù jīdì zhàn)           | Cungjbu Gihdi           | Quartier des affaires avancées (zh) (Advanced Business Park)                             |       | Ligne 4   | Liangqing   | 6 juin 2019         |
| 广西规划馆站 (Guǎngxī guīhuà guǎn zhàn) | Gvangjsih Gveihva’gvanj | Centre de congrès et de planification du Guangxi (zh) (Guangxi Planning Exhibition Hall) |       | -         | Liangqing   | 6 juin 2019         |
| 庆歌路站 (Qìnggē lù zhàn)               | Roen Ginggoh            | Rue Qingge (zh) (Qingge Lu)                                                              |       | -         | Liangqing   | 6 juin 2019         |
| 五象湖站 (Wǔxiànghú zhàn)               | Vujsienghuz             | Wuxianghu (zh) (Wuxianghu)                                                               |       | -         | Liangqing   | 6 juin 2019         |
| 平良立交 (Píngliáng lìjiāo)             | Bingzliengz Lizgyauh    | Échangeur Pingliang (zh) (Pingliang Overpass)                                            |       | Ligne 2   | Liangqing   | 6 juin 2019         |

## Exploitation
La ligne a deux dépôts d'attache : les dépôts de Xinxu et de Pingle. Elle a aussi trois sous-stations à disposition, celles de Pingle, de Xiuling (秀灵) et de Qinghu (青湖). Son centre de contrôle est celui utilisé par les autres lignes du réseau, le centre de contrôle de Tunli (屯里).